# Geranomyia atlantica
Geranomyia atlantica är en tvåvingeart. Geranomyia atlantica ingår i släktet Geranomyia och familjen småharkrankar.

## Underarter
Arten delas in i följande underarter:
- G. a. annulirostris
- G. a. atlantica